# RailML
RailML (англ .: Railway Markup Language) — это открытый формат обмена данными на основе XML для взаимодействия данных в железнодорожных приложениях.

## Введе́ние
RailML® (Железнодорожный Язык Разметки) — это общедоступный формат обмена данными базирующийся на XML и создан для совместимости применения железнодорожных операций. railML позволяет обмениваться железнодорожными данными между внутренними и внешними железнодорожными линиями. railML разработан в рамках так называемого «консорциума railML» от railML.org. Это доступный для всех формат обмена с лицензией от Creative Commons (бесплатная регистрация на railML обязательна для использования и загрузки схем railML). Язык модели railML это UML, а язык документации — английский.

## Мотивация и История
RailML был разработан в начале 2002 года по инициативе Fraunhofer-IVI в Дрездене (Германия) и Цюрихе ETH Zurich (Швейцария) в ответ на сохраняющиеся трудности соединения различных железнодорожных ИТ-приложений.
Увеличивающиеся количество компьютерных аппликаций для моделирования различных аспектов железных дорог представляло большую временную проблему в сфере прикладной информатики. Эта проблема берет свое начало с факта, что разные операторы разрабатывали свои независимые программные системы. В результате, обмен железнодорожными данными, был возможен или физический или на основе специально разработанных интерфейсов. Это было причиной потерей времени и проблем с расходами для железнодорожных компаний. railML пытается предоставить в распоряжение простой, удобный и ясный формат, близкий к существующим стандартам. RailML изменён и адаптирован к потребностям управляющих инфраструктурой (англ. IM) и железнодорожных предприятий (англ. RU). 
Первая стабильная версия 1.0 была выпущена в 2005 году для продуктивного использования. На сегодняшний день были выпущены версии 1.0, 1.1, от 2.0 до 2.5 для загрузки и продуктивного использования. Разработка версии railML 3 с новой моделью топологии, основанной на RailTopoModel, началась в середине 2015 года. Бета-версия была представлена в середине 2016 года, а полноценный выпуск версии 3.1 для продуктивного использования состоялся в феврале 2019 года. Схема продолжала развиваться: версия 3.2 была выпущена в 2022 году, а самая последняя версия 3.3, основанная на RailTopoModel v1.5, была представлена в 2024 году. Эта версия включает новые усовершенствования, подтверждающие эволюцию формата railML.

## Схемы
railML основан на XML, а в некоторых случаях использует другие существующие XML-схемы, такие как MathML и GML. Он состоит из подсхем. До версии 2.4, три подсхемы находились в активном использовании:
- Инфраструктура для (приоритетно топологического) описания путей и сигнального оборудования,
- Подвижной состав для описания транспортных средств и
- Расписания описание расписания

Начиная с railML версии 3.1 была введена дополнительная подсхема в связи с требованиями сообщества и сектора
- Интерлокинг для описания сигнализационных маршрутов

Дополнительные подсхемы связанные со станциями (билетные автоматы, залы ожидания, торговые автоматы и т. д.) или составлениями списков экипажей (планирование смен и управление рабочим временем для проводников и т. д.) в настоящее время приостановлены, поскольку нет пользовательской нужды.

## RailML.org Консорциум
Разработка railML осуществляется с помощью railML.org — Инициативы, партнерства по развитию независимых компаний и организаций и европейских железных дорог (например, ADIF (Испания), SBB (Швейцария), DB (Германия), SNCF Réseau (Франция), Infrabel (Бельгия), Jernbanedirektoratet и Bane NOR (Норвегия), ÖBB (Австрия), SŽDC (Чешская Республика) и. т.д.). Конференции и онлайн-форумы позволяют участвовать в разработке railML и свободно обмениваться опытом раз в два года.